# Краљевина Навара
Краљевина Навара (баск. Nafarroako Erresuma, лат. Regnum Navarrae), првобитно Краљевина Памплона, била је баскијска монархија која се простирала на територији са обје стране Пиринеја, уз обалу Атлантског океана између данашње Шпаније и Француске.
Краљевину је основао локални баскијски вођа Енеко Аритца који је изабран или проглашен краљем Памплоне (по предању 824.) и који је предводио успјешну побуну против регионале франачке власти.
Јужни дио краљевине освојила је Круна Кастиље 1512. (поптуно 1521), поставшио дио уједињене Краљевине Шпаније. Сјеверни дио краљевина је остао независан, али се придружио Краљевини Француској у персоналној унији 1589. када је краљ Енрике III од Наваре наслиједио француски пријесто и постао Анри IV од Француске, а 1620. је и формално ушла у састав Француску. Владари ове сједињене државе носили су титулу „краљева Француске и Наваре” све до пада 1792, и поново током Бурбонске рестаурације од 1814—1815/1815—1830.

## Настанак имена
Постојали су слични ранији топоними, али се прва документа на латинском са називом navarros јављају у Ајнхардовој хроници о подвизима Карла Великог. Остали Анали франачког краљевства спомињу назив nabarros. Постоје двије предложене етимологије за назив Navarra/Nafarroa/Naparroa:
- Баскијска ријеч nabar (деклинација апсолутива једнине nabarra): „смеђкасто”, „вишебојно” (што би била супротност зеленим областим сјеверно од првобитне грофовије Наваре).
- Баскијска ријеч naba или кастиљанска nava („долина”, „равница”, ријеч присутна широм Шпаније као у Навас де Толосу) и баскијска ријеч herri („људи”, „земља”).

Ђоан Короминес не сматра да је ријеч naba искључиво баскијска, него да је дио ширег предроманског супстрата.

## Рана историја
Краљевина Памплона, касније Навара, је по предању осована на територији Васкона, предроманског племена који је живјело на западним падинама Пиринеја и дијелу обале Бискајског залива. Област су потпуно освојили Римљани 74. године прије н. е. На почетку је била дио провинције Цитериор, а касније Тараконе. Након тога је била дио conventus Caesaraugustanus. Утицај Римског царства се показао у урбанизацији, језику, инфраструктури, трговини и индустрији.
Након пада Западног римског царства, ни Визиготи ни Арапи нису успјели дуготрајно заузети западне Пиринеје. Пријевоји западних Пиринеја биле су једини који су омогућавали сигуран пролаз, осим оних на јужним падинама планине. Из тога разлога је ово подручје било од стратешке важности од раније историје.
Франци под Карлом Великим су ширили свој утицај и контролу на југ, заузевши неколико области на сјеверу и истоку Пиринејског полуострва. Није јасно колико је чврста била франачка власт у Памплони. Карло је током повлачења, 15. августа 778. године, срушио зидине Памплоне, а баскијске снаге су уништиле његов заштитни одред, који је предводио Роланд, током сукоба на планинском пријевоју познатим као Битка код Ронсесваљеса.
Као одговор, Кордопски емират је покренуо кампању како би ту област поставио под своју власт, и 781. године је поражен локални вођа звани Ибн Баласк („Велесков син”). Поставили су мулади гувернера, Мутариф ибн Муса, у Памплони. Исте године се баскијски вођа, Ђимени Силни, потчинио емиру.
Мутарифа ибн Мусу су убиле 799. године профраначке струје чији је вођа Велеско повратио контролу над облашћу. Памплона је 806. и 812. пала у франачке руке. Због проблема код куће, франачки владари нису могли обратити пуну пажну на југозападне границе те се земља постепено у потпуности ријешила стране власти. Емират је поново покушао успоставити своју власти у земљи те је 816. водио борбу против „непријатеља Алаха”, Баласка ел Јаласка (Баласк Гаскоњски), који је убијен заједно са Гарсијом Лупом, рођаком Алфонса II од Астурије, Санчом, првим витезом у Памплони, и Салтаном, првим витезом пагана (Mayus).
Такође, 816. Луј I Побожни је одлучио уклонити побуњеног Сегина са мјеста војводе Гаскоње. Побуњеник Гарција Семен је заузео његово мјесто, али је и он убије 818. Лујов син Пипин, краљ Аквитаније, уништио је васконску побуну у Гаскоњи. Затим је прогонио старјешине које су избјегле у јужну Васконију, односно Памплону и Навару, која више није била под контролом Франака. Послао је војску предвођењу грофовима Еблом и Аснаром Санчезом од Гаскоње (који је именован кнезом, а не војводом, Гаскоње од стране Пипина након сузбијања побуне), остварујући своје циљеве без отпора у Памплони (која још увијек није имала зидине од уништења 778.). Међтим, на повратку, упали су у засједу и били поражени на пријевоју Ронсеваљес вјероватно од здружених васконско-муслиманских снага. Због борбе против интереса Франачке и Кордобе, баскијски вођа Енеко Аритца је преузео власт. Предање каже да је изабран као краљ Памплоне 824. године, чиме је основана династија краљева у Памплони који ће владати осамдесет године.
Памплона и Навара су била два одвојена ентитета. Памплоне је наведена 778. у франачким списима као наварско упориште, што се може сматрати њиховим незнањем о васконској територији. Они истичу Навару и васконски главни град 806. („In Hispania, vero Navarrensis et Pampelonensis”), док Chronicle of Fontenelle каже „Induonis et Mitionis, ducum Navarrorum”. Примитивну Навару су можда чиниле долине Гоњи, Гесалаз, Лана, Алин, Диери, Беруеза и Мањеру, које су касније чиниле мериндад Естеља.
Династија коју је основао Енеко Аритца је 905. године срушеном усљед низа махинација сусједних кнезова, а на пријесто је постављен Санчо I Гарсез, нећак грофа од Рибагозе. Борио се успјешно против Мавра и прикључио је Доњу Навару властитим посједима, ширећи своју територију све до Нахере. Као захвалницу за побједе 924. године је основао самостан Албелда. Прије смрти је протјерао све Мавре из земље. Његов син и евентуални насљедник, Гарсија Санчез I, је имао подршку енергичне мајке и дипломате Тоде из линије Аритца, а такође се бавио и бројним сукобима са Маврима. У то вријеме, грофовија Арагон, претходно номинално вазална држава, пала је под непосредну контролу краљева Памплоне.
Codex Vigilanus приказује ширење Краљевине Памплоне први пут 905. године. Проширена је до Нахеје и Арабе. Неки историчари сматрају да то значи да је укључивала и Западну Баскију:
| „ | [ а ] | ” |